# Dvärgnova
En dvärgnova, eller variabel stjärna av U Geminorum-typ (UG), är en typ av kataklysmisk variabel stjärna som består av en snäv dubbelstjärna där en av komponenterna är en vit dvärg, som övertar materia från dess följeslagare.

## Översikt
Den första observerade dvärgnovan var U Geminorum 1855, vars mekanism emellertid inte blev känd förrän 1974, då Brian Warner visade att novan beror på ökningen av magnituden hos ackretionsskivan. De liknar de klassiska noverna genom att den vita dvärgen är inblandad i periodiska utbrott, men mekanismerna är olika. Klassiska novor är resultatet av fusion och detonation av tillfört väte på primärstjärnans yta. Den nu gällande teorin (2019) antyder att dvärgnovorna är resultat av instabilitet i ackretionsskivan, när gas i skivan når en kritisk temperatur som orsakar en förändring i viskositeten, vilket resulterar i en tillfällig ökning av massflödet genom skivan, som värmer hela skivan och därmed ökar dess magnitud. Massöverföringen från givarstjärnan är mindre än detta ökade flöde genom skivan, varför skivan så småningom kommer att falla tillbaka under den kritiska temperaturen och återgå till ett svalare, trögare läge.
Dvärgnovor skiljer sig från klassiska novor även på andra sätt då deras magnitud är lägre och är vanligtvis återkommande i en tidsskala från dygn till decennier. Magnituden i utbrottet ökar med återfallsintervallet såväl som omloppsperioden och nyligen genomförd forskning med Hubbleteleskopet tyder på att det sistnämnda förhållandet kan göra dvärgnovor användbara som referenser för att mäta kosmiska avstånd.
Det finns tre undertyper av U Geminorum-stjärnan (UG):
1. SS Cygni-stjärnor (UGSS), som ökar i magnitud med 2-6 enheter i V på 1-2 dygn och återgår till sina ursprungliga ljusstyrka under några efterföljande dagar.
2. SU Ursae Majoris-stjärnor (UGSU), som har ljusare och längre "supermaxima"-utbrott, eller "superutbrott", utöver normala utbrott. Varianter av SU Ursae Majoris-stjärnan inkluderar ER Ursae Majoris-stjärnor och WZ Sagittae-stjärnor (UGWZ).[7]
3. Z Camelopardalis-stjärnor (UGZ), som tillfälligt "stannar" vid en viss magnitud under sina maxima.

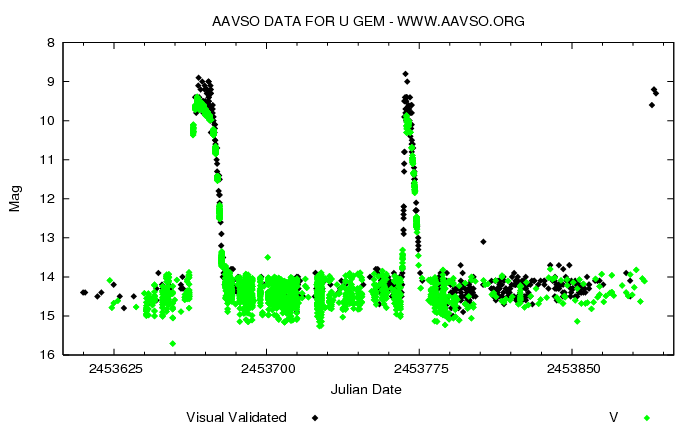
AAVSO-ljuskurva för U Geminorum (SS Cygni-typ)

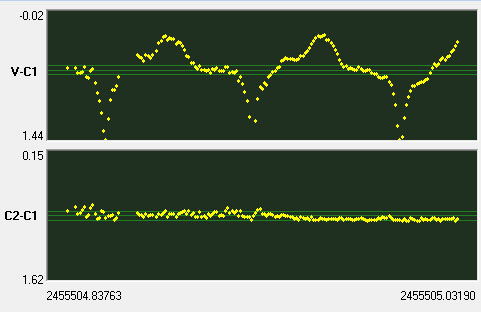
Ljuskurva för förmörkande dvärgnova HT Cassiopeiae under utbrott, visar förmörkelser och supertoppar (SU Ursae Majoris-typ)

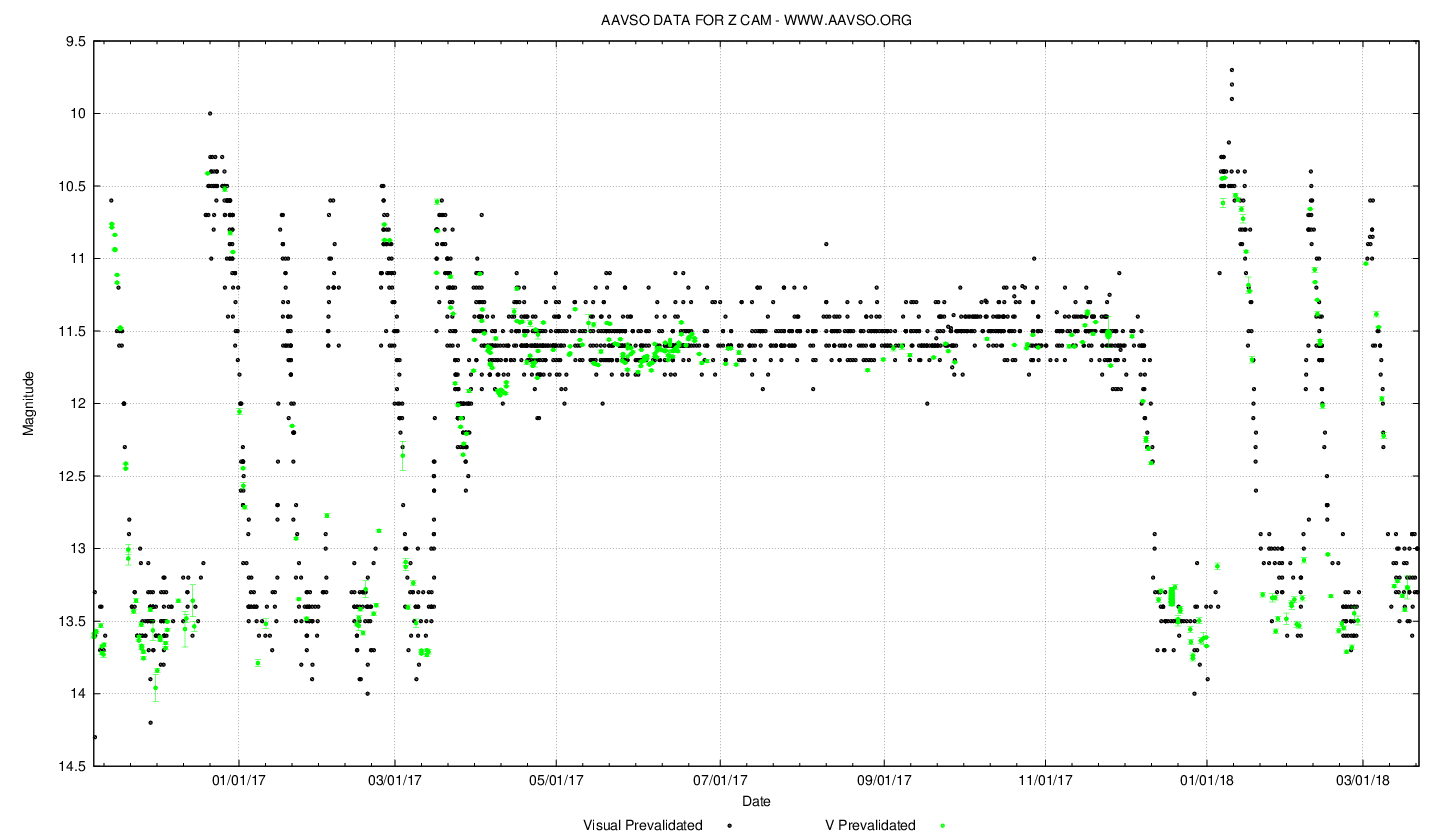
Ljuskurva för Z Camelopardalis (Z Camelopardalis-typ)

Förutom de stora utbrotten, visar vissa dvärgnovor periodiska utbrott som kallas supertoppar. De orsakas av deformationer av ackretionsskivan när dess rotation är i resonans med dubbelstjärnans omloppsperiod.